# Sundsbruk
Sundsbruk è un'area urbana della Svezia situata nel comune di Sundsvall, contea di Västernorrland.
La popolazione rilevata nel censimento 2010 era di 2 137 abitanti .